# Emma Puvrez
Emma Puvrez (25 juli 1997) is een Belgisch hockeyspeelster.

## Levensloop
Puvrez begon op vijfjarige leeftijd met hockey bij Taxandria uit Oud-Turnhout, vervolgens kwam ze tot haar vijftiende uit voor Royal Victory uit Edegem. Vervolgens was ze drie seizoenen actief bij KHC Dragons. Aanvankelijk speelde ze steeds vooraan, vanaf haar 19e tot op heden neemt ze een rol in de verdediging op. In 2016 maakte ze de overstap naar VMH MOP en vervolgens kwam ze uit voor Royal Antwerp HC. Met deze club werd ze in het seizoen 2018-'19 landskampioen. Sinds 2021 maakt ze deel uit van RRC Brussel.
Daarnaast is ze actief bij het Belgisch hockeyteam. In deze hoedanigheid nam ze onder meer deel aan de wereldkampioenschappen van 2014, 2018 en 2022. Ook nam ze deel aan de Europese kampioenschappen van 2015, 2019 en 2021. Op het laatstgenoemde EK behaalde ze brons met de nationale ploeg.
In 2019 won ze de Gouden Stick.